# Faial (Madeira)

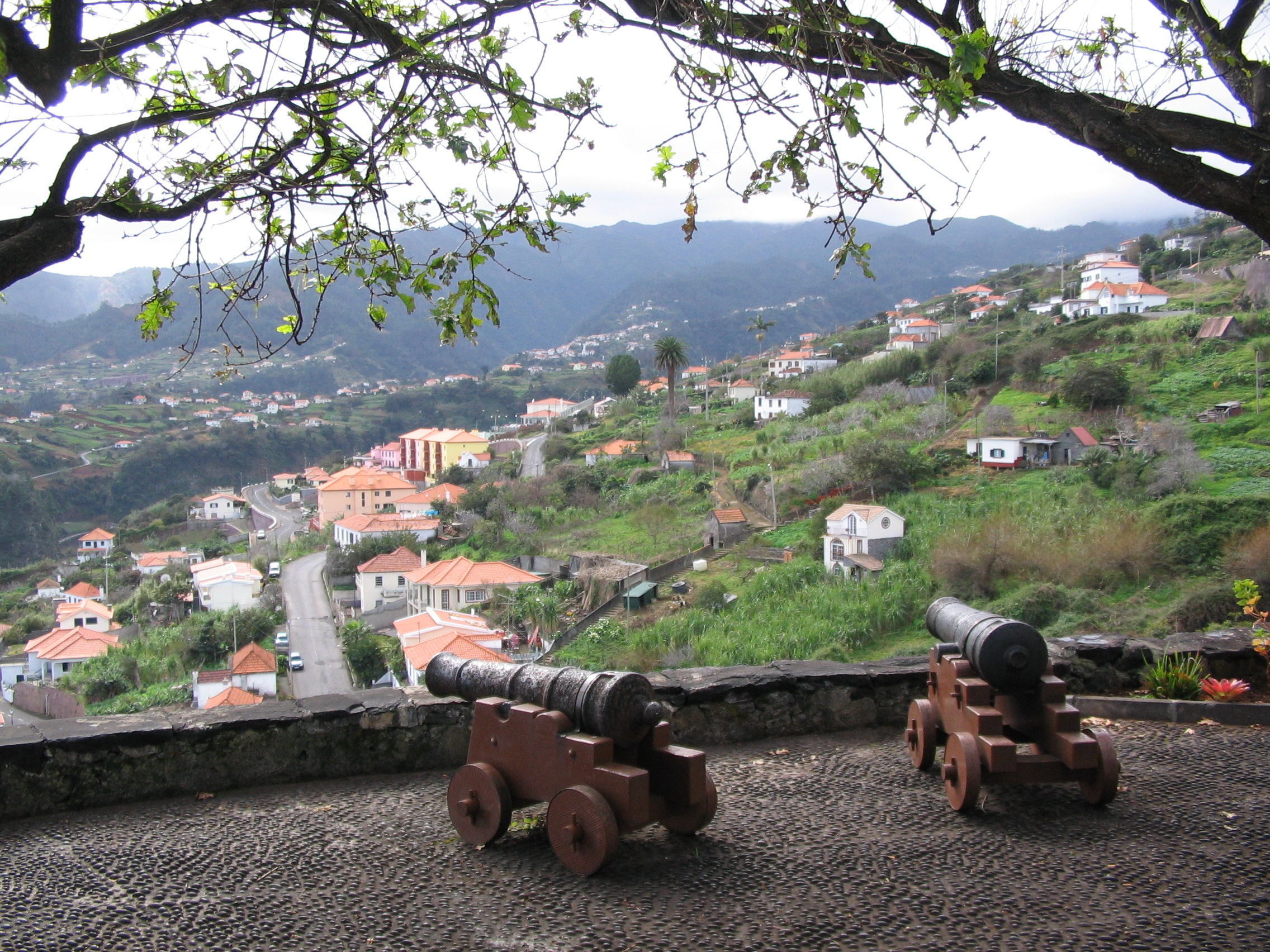
A Fortim kiserőd ágyúi

Faial egy 2200 lakosú falu Madeira szigetének északi partján, Santana járásban, a járás székhelyétől 9 km-re. Nem tévesztendő össze az ugyancsak Portugáliához tartozó Azori-szigetek azonos nevű tagjával.
A falutól keletre (tehát Faial és Porto da Cruz között) emelkedik ki a tengerpart vonalából az északi partvidék afféle szimbólumának számító Sasok sziklája (Penha da Águia, 590 m).
Délkelet felé Porto da Cruzzal és északnyugatnak Santanával a sziget északi partján végigfutó, ER 101 jelzésű út köti össze, délnyugatnak Ribeiro Frióval és azon túl a Poiso hágóval pedig az ER 103.
A falu két látnivalója a templom és a nem túl fantáziadús Fortim nevet viselő kiserőd: utóbbiban néhány bronz ágyút és egy kis metszetgyűjteményt tekinthetünk meg.